# Daniel Bélanger
Daniel Bélanger (Montreal, 26 de diciembre de 1961) es un cantante y compositor canadiense.

## Biografía
A mediados de 1983, fundó la banda "Humphrey Salade" junto a Norman Lachance, Eric Maier y Jean Gauvin. El grupo se separó sin haber realizado nunca una grabación.
Publicó su primer álbum en solitario en 1992, Les Insomniaques s'amusent, llegó a registrar ventas de hasta 175.000 copias y ganó un premio Félix al mejor álbum de pop-rock de año. Su primer sencillo, Opium fue número 1 durante siete semanas en las listas de éxitos de Quebec y el videoclip fue premiado con un Félix al mejor del año. Todavía en 1994 llegó a recibir por este álbum los premios al disco más vendido y a la mejor actuación de una intérprete masculino. 
En 1996, publicó su segundo trabajo, Quatre saisons dans le désordre. El álbum fue certificado Disco de Platino y recibió cuatro Félix, en las categorías de mejor álbum Pop-Rock, mejor cantautor, mejor actuación del año y mejor videoclip. Los sencillos "Les deux printemps", "Sortez-moi de moi" y "Les Temps fous" llegaron al número 1 de las listas de éxitos quebequenses.
En 1998, Bélanger se embarcó en una gira en la que incorporó monólogos humorísticos, además de interpretar sus canciones, dando lugar en 1999 a la publicación de un inusual álbum, Tricycle, con extractos de actuaciones grabadas en diferentes puntos de su carrera .
En 2000 Daniel Bélanger sorprendió a sus seguidores con la publicación del libro Erreur d’impression, una colección de 150 relatos y reflexiones que rozan lo absurdo. Fundó además la editorial Coronet liv. Continuó ofreciendo recitales, incluido el concierto de apertura de la 12.ª edición del Festival FrancoFolies de Montreal, compartiendo escenario con los legendarios cantantes quebequenses Jean-Pierre Ferland y Michel Rivard.
En su álbum Rêver mieux, publicado en octubre de 2001, Bélanger introdujo sonidos electrónicos que fueron bien acogidos por crítica y público. El álbum alcanzó la certificación de Disco de Platino y arrasó en los Premios Félix, consiguiendo siete galardones. Fue además premiado con un Premio Juno al mejor álbum francófono del año. 
Daniel Bélanger también ha incursionado con éxito en la composición de música para el cine, obteniendo una nominación para los Premios Genie por su trabajo en la banda sonora de la película Le Dernier souffle en 2000 y otra para el Premio Jutra a la mejor música original por L’Audition en 2006.
L'Échec du matériel, su quinto álbum de estudio fue lanzado en abril de 2007, recibiendo el Premio Juno al mejor álbum francófono del año. En noviembre de 2009 publicó Nous, una vez más, Félix al mejor álbum Pop-Rock del año 2010.

## Discografía
- 1992: Les Insomniaques s'amusent
- 1996: Quatre saisons dans le désordre
- 1999: Tricycle
- 2001: Rêver mieux
- 2003: Déflaboxe
- 2007: L'Échec du matériel
- 2008: Joli chaos
- 2009: Nous
- 2013: Chic de ville
- 2016: Paloma[4]